# Ploceus subpersonatus
Ploceus subpersonatus là một loài chim trong họ Ploceidae.